# Mallophora bellingeri
Mallophora bellingeri är en tvåvingeart som beskrevs av Ellen R. Farr 1965. Mallophora bellingeri ingår i släktet Mallophora och familjen rovflugor.
Artens utbredningsområde är Jamaica. Inga underarter finns listade i Catalogue of Life.